# Польові квіти (фільм)
Польові квіти (англ. Wildflowers) — американська драма 1999 року.

## Сюжет
Молода Келлі живе зі своїм дивним батьком в комуні. Уперта і самостійна Келлі не знає, хто її мати, а батько відмовляється говорити про неї. Одного разу Келлі помічає загадкову дівчину і починає стежити за нею.
Незабаром вільна художниця Сабіна стає для юної мрійниці втіленням її матері і всіх її мрій. Вона хоче в усьому наслідувати Сабіну, але не знає, які несподіванки приготував їй чужий світ і чужі пристрасті.

## У ролях
| Актор          | Роль    |
| -------------- | ------- |
| Клеа ДюВаль    | Келлі   |
| Деріл Ганна    | Сабіна  |
| Томас Арана    | Вейд    |
| Ерік Робертс   | Джейкоб |
| Річард Гіллман | Грем    |
| Ерік Йеттер    | Ділан   |
| Роберт Хесс    | Поет    |
| Джон До        | Учитель |
| Шейла Тауз     | Марта   |
| Ірен Бедард    | Рубі    |